# Supernova (filme)
Supernova é um filme estadunidense do ano 2000, do gênero ficção científica, dirigido por Walter Hill (sob o pseudônimo de Thomas Lee).

## Sinopse
No século XXII uma nave espacial da Terra recebe um pedido de ajuda vindo de uma equipe mineradora localizada em uma galáxia distante. Ao chegarem no local encontram 1 sobrevivente e um estranho mineral encontrado pela equipe, que deixará a tripulação em perigo.

## Elenco
- James Spader ..... Nick Vanzant
- Angela Bassett ..... Kaela Evers
- Robert Forster ..... A.J. Marley
- Lou Diamond Phillips ..... Yerzy Penalosa
- Peter Facinelli ..... Karl Larson
- Robin Tunney ..... Danika Lund
- Wilson Cruz ...... Benj Sotomejor